# David Ngog
Pour les articles homonymes, voir N'Gog.
David Ngog, né le 1er avril 1989 à Gennevilliers (Hauts-de-Seine, France), est un footballeur français qui a évolué au poste d'attaquant.
Il est le cousin du défenseur Jean-Alain Boumsong.

## Biographie
David Philippe Henri Ngog nait en 1989 d'un père camerounais et d'une mère française.

### Formation au Paris SG
David Ngog est issu du centre de formation du Paris Saint-Germain où il signe son premier contrat professionnel en juin 2006. Il est dans le même temps membre de l'équipe de France des moins de 16 ans puis des moins de 17 ans.

### Débuts professionnels au PSG
Le 18 novembre 2006, il fait sa première apparition en Ligue 1 contre les Girondins de Bordeaux. Il marque ses deux premiers buts sous les couleurs du PSG lors d'un match de Coupe de la Ligue contre Lorient le 26 septembre 2007.

### Coupe d'Europe avec Liverpool
Le 24 juillet 2008, il signe un contrat de quatre ans en faveur du Liverpool FC, moyennant une indemnité de transfert de deux millions d'euros.
Le 19 novembre 2008 il fait ses débuts avec l'équipe de France espoirs lors du match amical face au Danemark (victoire 1-0). Il inscrit son premier but avec les Bleuets face à la Tunisie le 11 février 2009 (1-1).
Il fait ses débuts en Ligue des champions le 4 novembre 2008 lors d'un match face à l'Atlético de Madrid. Il inscrit son premier but dans cette compétition le 9 décembre 2008, lors du dernier match de poule face au PSV Eindhoven.
Depuis la blessure de Fernando Torres, Ngog s'affirme de plus en plus comme un titulaire en puissance, avec quatre buts en onze matchs.
Son entraîneur n'hésite pas à dire qu'il est un « bon joueur doté d'une bonne mentalité ».
Régulièrement titulaire sous le règne de Roy Hodgson, le renvoi de ce dernier et l'arrivée de Kenny Dalglish voit l'avenir de Ngog s'assombrir, notamment en raison de l'arrivée de Luis Suárez et d'Andrew Carroll.

### Trois ans aux Bolton Wanderers
Le 31 août 2011, il rejoint Bolton pour une somme avoisinant les cinq millions d'euros. Le 10 septembre, il fait sa première apparition sous le maillot des Wanderers lors de la défaite (5-0) face à Manchester United. Il marque son premier but avec Bolton le 15 octobre contre Wigan (victoire 3-1).

### Swansea puis Reims
Le 27 janvier 2014, Ngog s'engage pour six mois avec Swansea City.

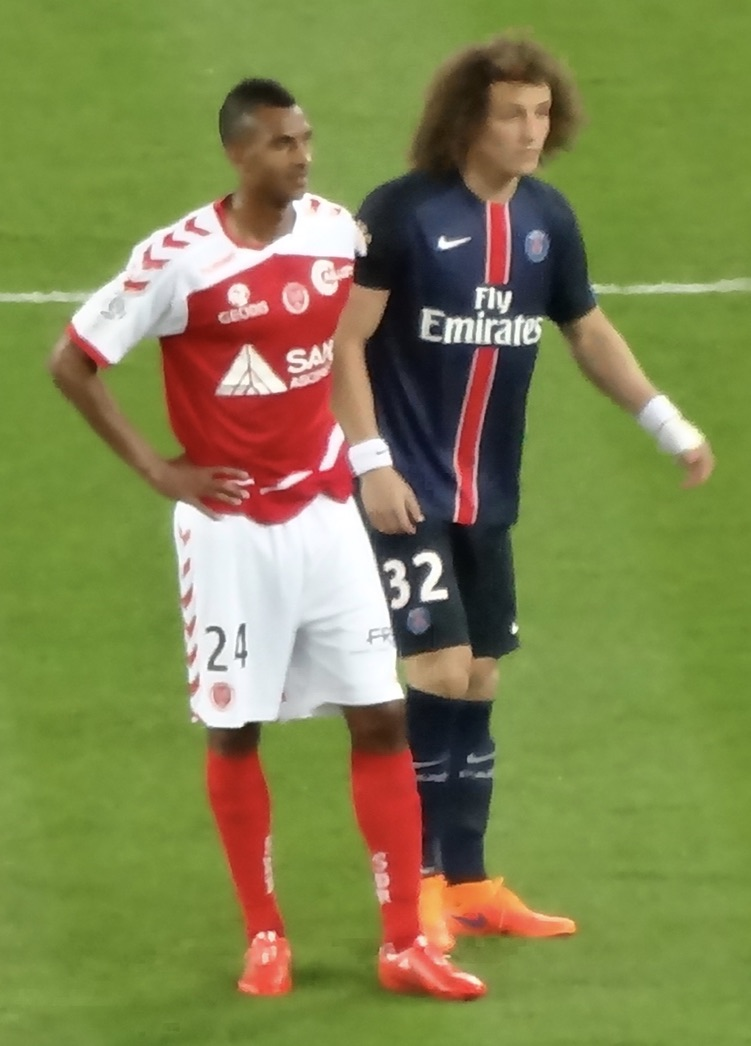
Ngog avec Reims, marqué par David Luiz.

Le 1er septembre 2014, Ngog signe un contrat de deux ans avec le Stade de Reims. Dès son premier match officiel, il inscrit un but d'anthologie sous ses nouvelles couleurs, face au Toulouse Football Club (victoire 2-0, 6e journée de Ligue 1). Pour le compte de la 25e journée de Ligue 1, il réussit à donner un point inespéré à son équipe lors du match nul (2-2) concédé contre Marseille au Stade Vélodrome en inscrivant un but dans les derniers instants de jeu. Lors de la 36e journée, il inscrit un doublé et offre une passe décisive lors d'une victoire 3-2 décisive dans l'optique du maintien, contre Evian Thonon Gaillard.

### Fin de carrière
Il signe en août 2016 en Grèce, au Paniónios d'Athènes.
Il se blesse en avril 2017. Après une opération des ligaments croisés, il rejoint le club écossais de Ross County en janvier 2018.
Le 10 août 2018, libre de tout contrat, David Ngog s'engage avec le Honvéd Budapest pour deux saisons. Après une quatrième place en championnat, l'attaquant retrouve la Ligue Europa lors de la saison suivante. Le 21 juin 2020, il est annoncé qu'il prend sa retraite, à 31 ans.

## Statistiques
| Saison                | Club                  | Championnat           | Championnat | Championnat | Coupe nationale | Coupe nationale | Coupe de la Ligue | Coupe de la Ligue | Compétition(s) continentale(s) | Compétition(s) continentale(s) | Compétition(s) continentale(s) | Total | Total |
| Saison                | Club                  | Division              | M.          | B.          | M.              | B.              | M.                | B.                | Comp.                          | M.                             | B.                             | M.    | B.    |
| 2006-2007             | Paris Saint-Germain   | Ligue 1               | 4           | 0           | 1               | 0               | -                 | -                 | C3                             | 1                              | 0                              | 6     | 0     |
| 2007-2008             | Paris Saint-Germain   | Ligue 1               | 14          | 1           | 4               | 0               | 1                 | 2                 | -                              | -                              | -                              | 19    | 3     |
| Sous-total            | Sous-total            | Sous-total            | 18          | 1           | 5               | 0               | 1                 | 2                 | -                              | 1                              | 0                              | 25    | 3     |
| 2008-2009             | Liverpool FC          | Premier League        | 14          | 2           | -               | -               | 2                 | 0                 | C1                             | 3                              | 1                              | 19    | 3     |
| 2009-2010             | Liverpool FC          | Premier League        | 24          | 5           | 2               | 0               | 2                 | 1                 | C1+C3                          | 3+6                            | 1+1                            | 37    | 8     |
| 2010-2011             | Liverpool FC          | Premier League        | 25          | 2           | 1               | 0               | 1                 | 1                 | C3                             | 11                             | 5                              | 38    | 8     |
| Sous-total            | Sous-total            | Sous-total            | 63          | 9           | 3               | 0               | 5                 | 2                 | -                              | 23                             | 8                              | 94    | 19    |
| 2011-2012             | Bolton FC             | Premier League        | 33          | 3           | 4               | 1               | 2                 | 0                 | -                              | -                              | -                              | 39    | 4     |
| 2012-2013             | Bolton FC             | Championship          | 31          | 8           | 2               | 0               | -                 | -                 | -                              | -                              | -                              | 33    | 8     |
| 2013-2014             | Bolton FC             | Championship          | 17          | 3           | 1               | 1               | 1                 | 0                 | -                              | -                              | -                              | 19    | 4     |
| Sous-total            | Sous-total            | Sous-total            | 81          | 14          | 7               | 2               | 3                 | 0                 | -                              | -                              | -                              | 91    | 16    |
| 2013-2014             | Swansea AFC           | Premier League        | 3           | 0           | -               | -               | -                 | -                 | -                              | -                              | -                              | 3     | 0     |
| 2014-2015             | Stade de Reims        | Ligue 1               | 28          | 7           | 2               | 0               | -                 | -                 | -                              | -                              | -                              | 30    | 7     |
| 2015-2016             | Stade de Reims        | Ligue 1               | 16          | 3           | 1               | 0               | 1                 | 0                 | -                              | -                              | -                              | 18    | 3     |
| Sous-total            | Sous-total            | Sous-total            | 44          | 10          | 3               | 0               | 1                 | 0                 | -                              | -                              | -                              | 48    | 10    |
| 2016-2017             | Paniónios GSS         | Superleague           | 13          | 1           | 3               | 2               | 0                 | 0                 | -                              | -                              | -                              | 16    | 3=    |
| 2017-2018             | Ross County           | Premiership           | 10          | 1           | 0               | 0               | 0                 | 0                 | -                              | -                              | -                              | 10    | 1     |
| 2018-2019             | Budapest Honvéd       | NBI                   | 23          | 6           | 8               | 6               | -                 | -                 | -                              | -                              | -                              | 31    | 12    |
| 2019-2020             | Budapest Honvéd       | NBI                   | 5           | 2           | 1               | 0               | -                 | -                 | C3                             | 4                              | 1                              | 10    | 3     |
| Sous-total            | Sous-total            | Sous-total            | 28          | 8           | 9               | 6               | 0                 | 0                 | -                              | 4                              | 1                              | 41    | 15    |
| Total sur la carrière | Total sur la carrière | Total sur la carrière | 250         | 44          | 30              | 10              | 10                | 4                 | -                              | 28                             | 9                              | 318   | 67    |

## Palmarès
- Paris Saint-Germain
  - Coupe de la Ligue en 2008
- Liverpool FC
  - Vice-champion d'Angleterre en 2009